# ساندل
ساندل (به آلمانی: Sandl) یک منطقهٔ مسکونی در اتریش است که در ناحیه فرایشتات واقع شده‌است. ساندل ۵۸٫۴ کیلومتر مربع مساحت دارد ۹۲۷ متر بالاتر از سطح دریا واقع شده‌است.